# Мала Слобідка (Кам'янець-Подільський район)
Мала́ Слобі́дка (до 1946 р. — Мукша-Панівецька) — село в Україні, у Слобідсько-Кульчієвецькій сільській територіальній громаді Кам'янець-Подільського району Хмельницької області.

## Назва
Історична назва «Мукша-Пановецька». На сучасну назву перейменовано 1946 році. Складається з двох частин, перша частина – Мала вказує на розмір поселення відносно Великої Слобідки (колишня Велика Мукша), друга – Слобідка, вказує на тип поселення.

## Географія
Подільське село Мала Слобідка розташоване в південно-західній частині України на обох берегах річки Мукша. За 4,5 кілометрів автодорогами від Кам’янця-Подільського та на відстані 1,8 кілометра від центру села проходить автошлях територіального значення Т 2325. Поруч проходить залізниця, станція 232 км.

### Клімат
Мала Слобідка знаходяться в межах вологого континентального клімату із теплим літом.

## Історія
Перша згадка в документах про село датована — 1840 роком, зафіксована назва Панівецька-Мукша.
Внаслідок поразки визвольних змагань на початку XX століття, село надовго окуповане російсько-більшовицькими загарбниками. Багатьох частинах Поділля відбувались масові селянські повстання, проти радянської влади.
Радянська окупація принесла колективізацію та розкуркулення, селяни зазнали репресій.
У 1932–1933 роках селяни села пережили влаштований комуністами голодомор.
В 1946 році указом Президії ВР УРСР село Мукша-Панівецька перейменовано на Малу Слобідку. Пануючий у тодішньому комунізмі войовничий атеїзм не допускав також використання назв поселень, що в тій чи тій мірі відображали поняття, пов'язані з релігією, церквою, тому були вилучені з ужитку назви, де були згадки про Мукшу - так як існує припущення, що річка Мукша названа честь богині Мокош.
З 1991 року в складі незалежної України.
З 14 серпня 2017 року шляхом об'єднання сільських рад, село увійшло до складу Слобідсько-Кульчієвецької сільської громади.

## Населення
За переписом населення України 2001 року в селі мешкало 119 осіб.

### Мова
У селі поширені західноподільська говірка та південноподільська говірка, що відносяться до подільського говору, який належить до південно-західного наріччя.
Розподіл населення за рідною мовою за даними перепису 2001 року:
| Мова       | Кількість | Відсоток |
| ---------- | --------- | -------- |
| українська | 117       | 98.32%   |
| російська  | 2         | 1.68%    |
| Усього     | 119       | 100%     |

## Економіка
19 березня 2019 року поряд зі селом Мала Слобідка була відкрита Кам'янець-Подільська СЕС потужністю 63,8 МВт, яка на момент запуску є другою за потужністю в Україні.

## Охорона природи
Село лежить у межах національного природного парку «Подільські Товтри».